# François de Joyeuse
François de Joyeuse (ur. 24 czerwca 1562 w Carcassonne, zm. 23 sierpnia 1615 w Awinionie) – francuski kardynał, polityk i dyplomata.

## Życiorys
Urodził się w Carcassonne, w rodzinie spokrewnionej z dynastią królewską. Uzyskał tytuł doktora prawa rzymskiego i kanonicznego na uniwersytecie w Orleanie. W wieku 19 lat wybrany arcybiskupem Narbonne, otrzymując przy tym dyspensę z racji młodego wieku. W grudniu 1583 papież Grzegorz XIII mianował go kardynałem prezbiterem tytułu San Silvestro in Capite. Od 1587 kardynał-protektor Francji i jej ambasador wobec Stolicy Apostolskiej. W 1588 przeniesiony do archidiecezji Tuluza. Powrócił do Francji w 1589, w walkach wewnętrznych w tym kraju wspierał początkowo Ligę Katolicką, ale w 1593 przeszedł na stronę Henryka z Nawarry. Skutecznie działał na rzecz jego pojednania z Kościołem katolickim. W 1599 uzyskał od papieża Klemensa VIII zgodę na anulowanie małżeństwa króla Henryka z Małgorzatą Walezjuszką, umożliwiając mu ślub z Marią Medycejską.
W 1604 został biskupem suburbikarnej diecezji Sabina oraz arcybiskupem Rouen. W 1606 mediował w sporze między Stolicą Apostolską i Republiką Wenecji. 17 października 1610 koronował króla Francji Ludwika XIII, mimo że zwyczajowo powinien to uczynić arcybiskup Reims. Członek Rady Regencyjnej królestwa Francji za czasów małoletniości Ludwika XIII. W sierpniu 1611 został kardynałem-biskupem Ostia e Velletri i dziekanem Św. Kolegium Kardynałów, mimo to dalej oficjalnie reprezentował interesy Paryża na dworze papieskim. W 1613 dostał ataku serca, po którym nie wrócił już do pełni sił. Zmarł dwa lata później w Awinionie.
Choć był tzw. kardynałem korony i reprezentantem politycznych interesów Francji wobec papiestwa, głęboko angażował się także w reformę Kościoła i bez wątpienia był jednym z najwybitniejszych przedstawicieli francuskiego episkopatu na przełomie XVI i XVII wieku. Fakt, że wielokrotnie z powodzeniem służył jako mediator między Rzymem a Paryżem oraz Wenecją świadczy także o jego talentach dyplomatycznych.